# Hulun Buir
Hulun Buir (en mongol: Хөлөн буйр, romanizado: Hölön Buyir ; en chino, 呼伦贝尔; pinyin, Hūlún Bèi'ěr) es desde 2001 una ciudad-prefectura de la provincia de Mongolia Interior, República Popular China. Limita al norte con Rusia, al sur con Hinggan, al oeste con Mongolia y al este con Heihe. Su área es de 252 777 km² que se podrían dividir en tres regiones: la de pastizales, las de montañas cubiertas de bosques y la de valle. Su población total para 2010 superó los 2,5 millones de habitantes (81% Etnia han). La sede de gobierno es el Distrito Hailar (海拉尔区).
El nombre de la ciudad se toma directamente de los lagos Hulun y Buir.

## Administración
La ciudad prefectura de Hulun Buir se divide en 13 localidades que se administran 1 distrito urbano, 5 ciudades suburbanas,  4 banderas y 3 banderas autónomas.
- Distrito Hailar (海拉尔区)
- Ciudad Manzhouli (满洲里市)
- Ciudad Zhalantun (扎兰屯市)
- Ciudad Yakeshi (牙克石市)
- Ciudad Genhe (根河市)
- Ciudad Ergun (额尔古纳市)
- Bandera Arun (阿荣旗)
- Bandera Nueva Barag Derecha (新巴尔虎右旗)
- Bandera Nueva Barag Izquierda (新巴尔虎左旗)
- Bandera Antigua Barag (陈巴尔虎旗)
- Bandera autónoma de Oroqen (鄂伦春自治旗)
- Bandera autónoma de Evenki (鄂温克族自治旗)
- Bandera autónoma Morin Dawa (莫力达瓦达斡尔族自治旗)

## Clima
La ciudad se caracteriza por tener un clima continental monzónico hemiboreal, con un verano corto, lluvioso y fresco, mientras que el invierno es frío y seco. La temperatura promedio durante el año es de -5 °C siendo enero el más frío con −25 °C y julio el más caliente con solo 20 °C con 2700 horas de sol al año. Las lluvias son frecuentes entre los meses de junio y agosto.
| Parámetros climáticos promedio de Hulunbuir (1971−2000) | Parámetros climáticos promedio de Hulunbuir (1971−2000) | Parámetros climáticos promedio de Hulunbuir (1971−2000) | Parámetros climáticos promedio de Hulunbuir (1971−2000) | Parámetros climáticos promedio de Hulunbuir (1971−2000) | Parámetros climáticos promedio de Hulunbuir (1971−2000) | Parámetros climáticos promedio de Hulunbuir (1971−2000) | Parámetros climáticos promedio de Hulunbuir (1971−2000) | Parámetros climáticos promedio de Hulunbuir (1971−2000) | Parámetros climáticos promedio de Hulunbuir (1971−2000) | Parámetros climáticos promedio de Hulunbuir (1971−2000) | Parámetros climáticos promedio de Hulunbuir (1971−2000) | Parámetros climáticos promedio de Hulunbuir (1971−2000) | Parámetros climáticos promedio de Hulunbuir (1971−2000) |
| Mes                                                     | Ene.                                                    | Feb.                                                    | Mar.                                                    | Abr.                                                    | May.                                                    | Jun.                                                    | Jul.                                                    | Ago.                                                    | Sep.                                                    | Oct.                                                    | Nov.                                                    | Dic.                                                    | Anual                                                   |
| ------------------------------------------------------- | ------------------------------------------------------- | ------------------------------------------------------- | ------------------------------------------------------- | ------------------------------------------------------- | ------------------------------------------------------- | ------------------------------------------------------- | ------------------------------------------------------- | ------------------------------------------------------- | ------------------------------------------------------- | ------------------------------------------------------- | ------------------------------------------------------- | ------------------------------------------------------- | ------------------------------------------------------- |
| Temp. máx. media (°C)                                   | -19.2                                                   | -14.1                                                   | -3.9                                                    | 8.9                                                     | 18.1                                                    | 23.7                                                    | 25.8                                                    | 23.6                                                    | 17.2                                                    | 7.5                                                     | -5.8                                                    | -16.1                                                   | 5.5                                                     |
| Temp. mín. media (°C)                                   | -30.0                                                   | -26.9                                                   | -16.9                                                   | -3.9                                                    | 3.5                                                     | 10.5                                                    | 14.3                                                    | 12.0                                                    | 4.4                                                     | -4.9                                                    | -16.8                                                   | -26.2                                                   | -6.7                                                    |
| Precipitación total (mm)                                | 3.4                                                     | 2.9                                                     | 4.6                                                     | 12.4                                                    | 22.5                                                    | 63.2                                                    | 101.8                                                   | 91.8                                                    | 38.3                                                    | 15.8                                                    | 5.1                                                     | 5.5                                                     | 367.3                                                   |
| Días de precipitaciones (≥ 0.1 mm)                      | 7.6                                                     | 5.9                                                     | 5.6                                                     | 5.9                                                     | 7.0                                                     | 12.9                                                    | 14.5                                                    | 12.4                                                    | 9.5                                                     | 6.2                                                     | 7.1                                                     | 9.6                                                     | 104.2                                                   |
| Horas de sol                                            | 167.0                                                   | 195.6                                                   | 244.1                                                   | 246.2                                                   | 298.0                                                   | 285.9                                                   | 279.8                                                   | 268.7                                                   | 218.6                                                   | 210.1                                                   | 165.3                                                   | 139.4                                                   | 2718.7                                                  |
| Humedad relativa (%)                                    | 79                                                      | 79                                                      | 69                                                      | 53                                                      | 46                                                      | 61                                                      | 71                                                      | 73                                                      | 68                                                      | 63                                                      | 74                                                      | 80                                                      | 68.0                                                    |
| Fuente: Administración Meteorológica China              |                                                         |                                                         |                                                         |                                                         |                                                         |                                                         |                                                         |                                                         |                                                         |                                                         |                                                         |                                                         |                                                         |